# Moderato cantabile (1960.)
Moderato cantabile  je francuska drama redatelja Petera Brooka iz 1960. godine. Taj zagonetan i melankoličan film snimljen je po istoimenom romanu francuske spisateljice Marguerite Duras iz 1958. godine: dirljiva je to i vizualno snažna priča o ženi zarobljenoj u životnu rutinu, predvidljivosti i dosadu u potrazi za opasnostima koje bi njenom životu dale smisao. Film je prikazan na filmskom festivalu u Cannesu 1960., kada je Jeanne Moreau osvojila nagradu za najbolju žensku ulogu.

## Radnja
Anna Desbarèdes je mlada žena udana za bogatog poduzetnika, koja živi monotonim životom u gradiću Blaye, u Francuskoj. Nakon što je neizravno svjedočila ubojstvu u nekom baru, vraća se u bar pod izgovorom da bi saznala više detalja o ubojstvu a u stvari iz želje da bi ponovno susrela Chauvina, koji je također nazočio zločinu.

## Uloge (izbor)
- Jeanne Moreau as Anne Desbarèdes
- Jean-Paul Belmondo kao Chauvin
- Pascale de Boysson kao vlasnik bara
- Jean Deschamps kao M. Desbarèdes
- Didier Haudepin kao Pierre
- Colette Régis kao gđica Giraud
- Valeric Dobuzinsky kao ubojica

## Utjecaj
Film se duboko dojmio Arsena Dedića koji je, nadahnut ugođajem i temama filma, 1964. skladao i napisao šansonu "Moderato cantabile". Tu je pjesmu iste godine na EP-gramofonskoj ploči objavila diskografska kuća Jugoton.

## Vanjske poveznice
- www.nytimes.com – Bosley Crowther: »Moderato Cantabile (1960)« (engl.)
- noirencyclopedia.wordpress.com – Moderato Cantabile (1960) (engl.)
- www.allmovie.com – Moderato Cantabile (1960) (engl.)
- Moderato cantabile u internetskoj bazi filmova IMDb-a